# Bărăi, Cluj

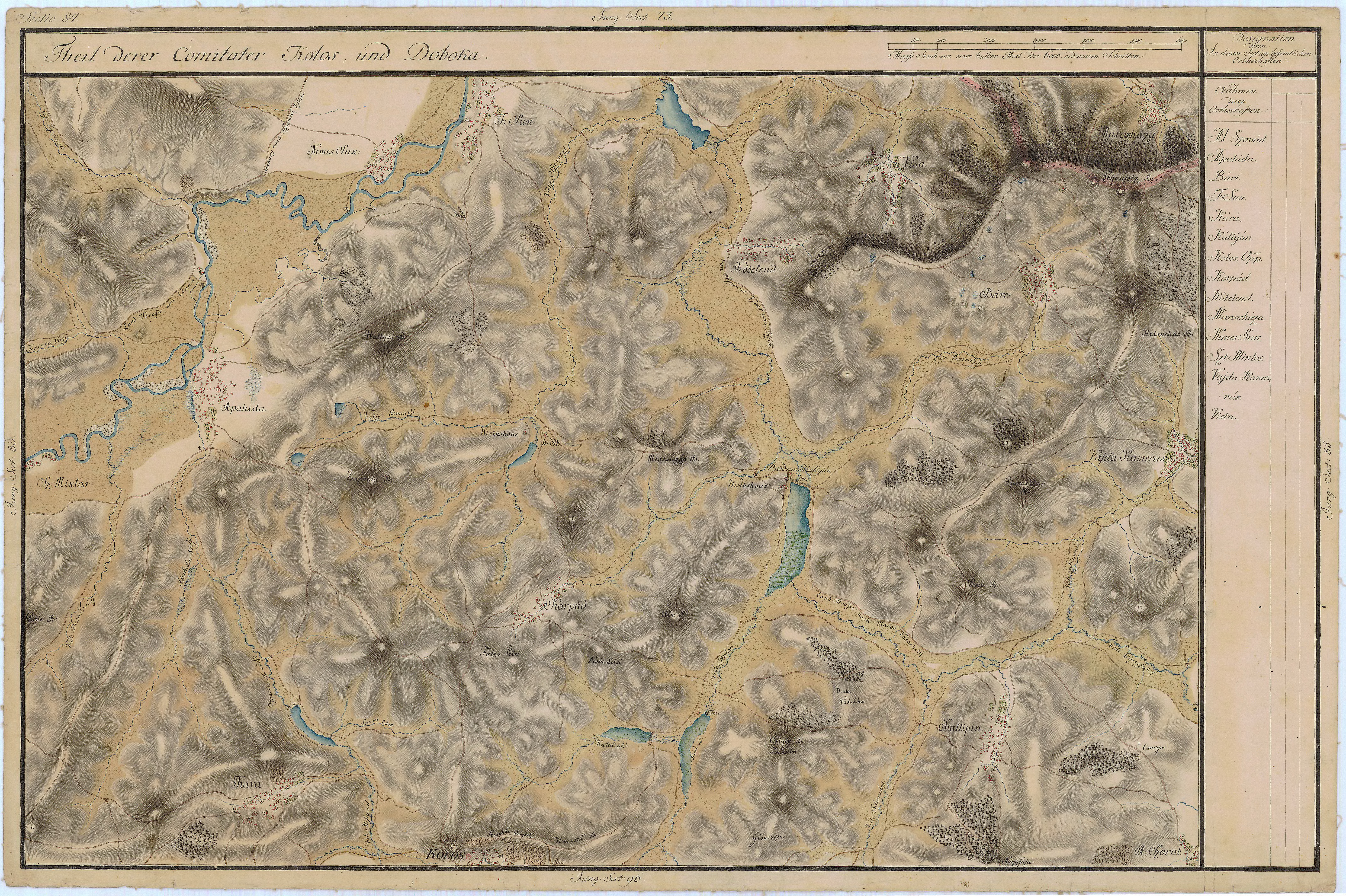
Bărăi pe Harta Iosefină a Transilvaniei, 1769-1773 (Sectio 084)

Bărăi (în maghiară Báré) este un sat în comuna Căianu din județul Cluj, Transilvania, România.
Pe Harta Iosefină a Transilvaniei din 1769-1773 (Sectio 084), localitatea apare sub numele de „Báre”.

## Istoric
Prima atestare documentară a satului Bărăi este din 1279, când apare cu numele possessio Bare. Satul mai este amintit cu numele villa Baree în 1326, Olah Bare în 1467, Bare în 1733 și 1850.

## Vezi și
- Biserica de lemn din Bărăi

## Imagini

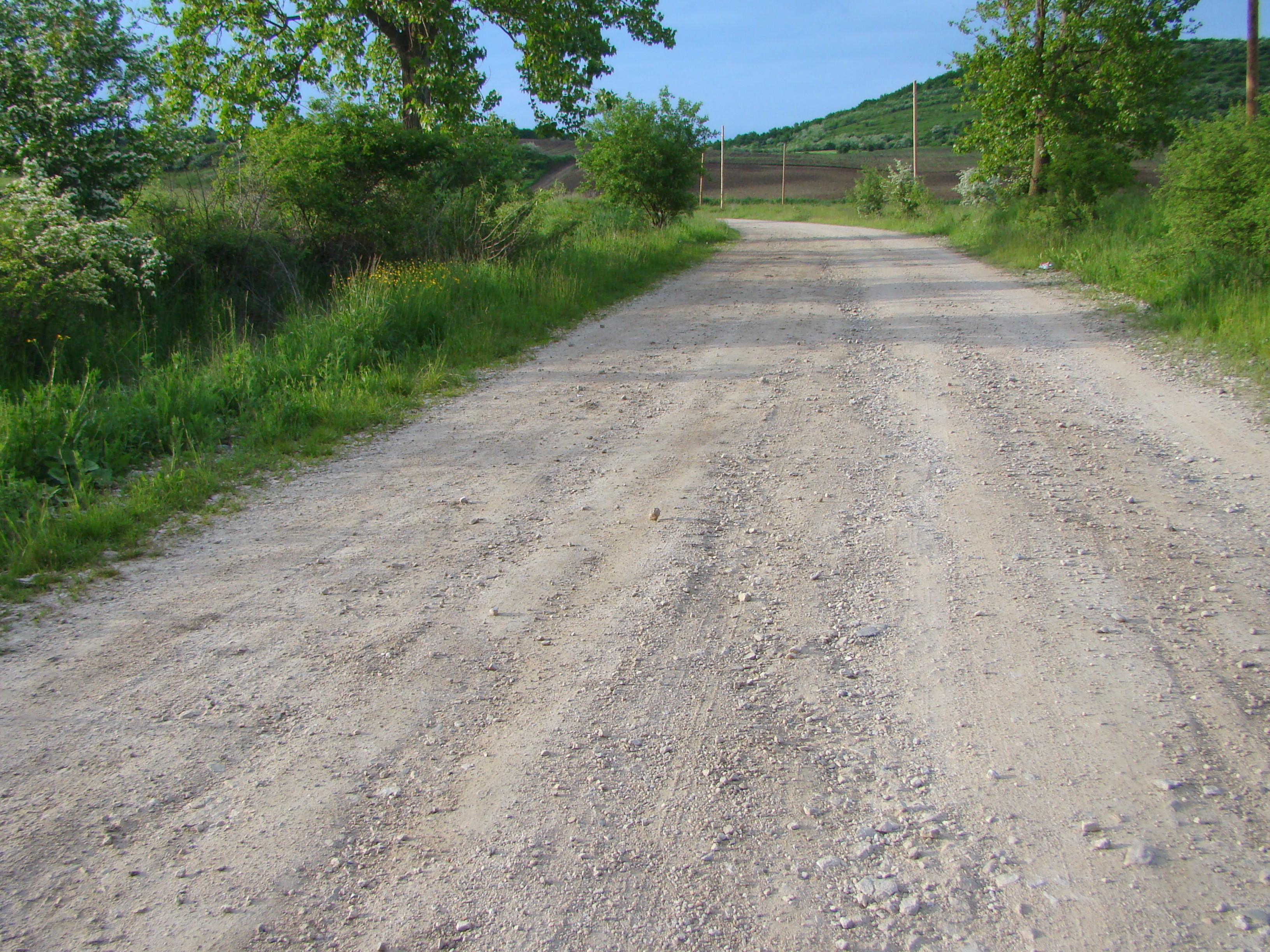
Drumul Sucutard-Bărăi
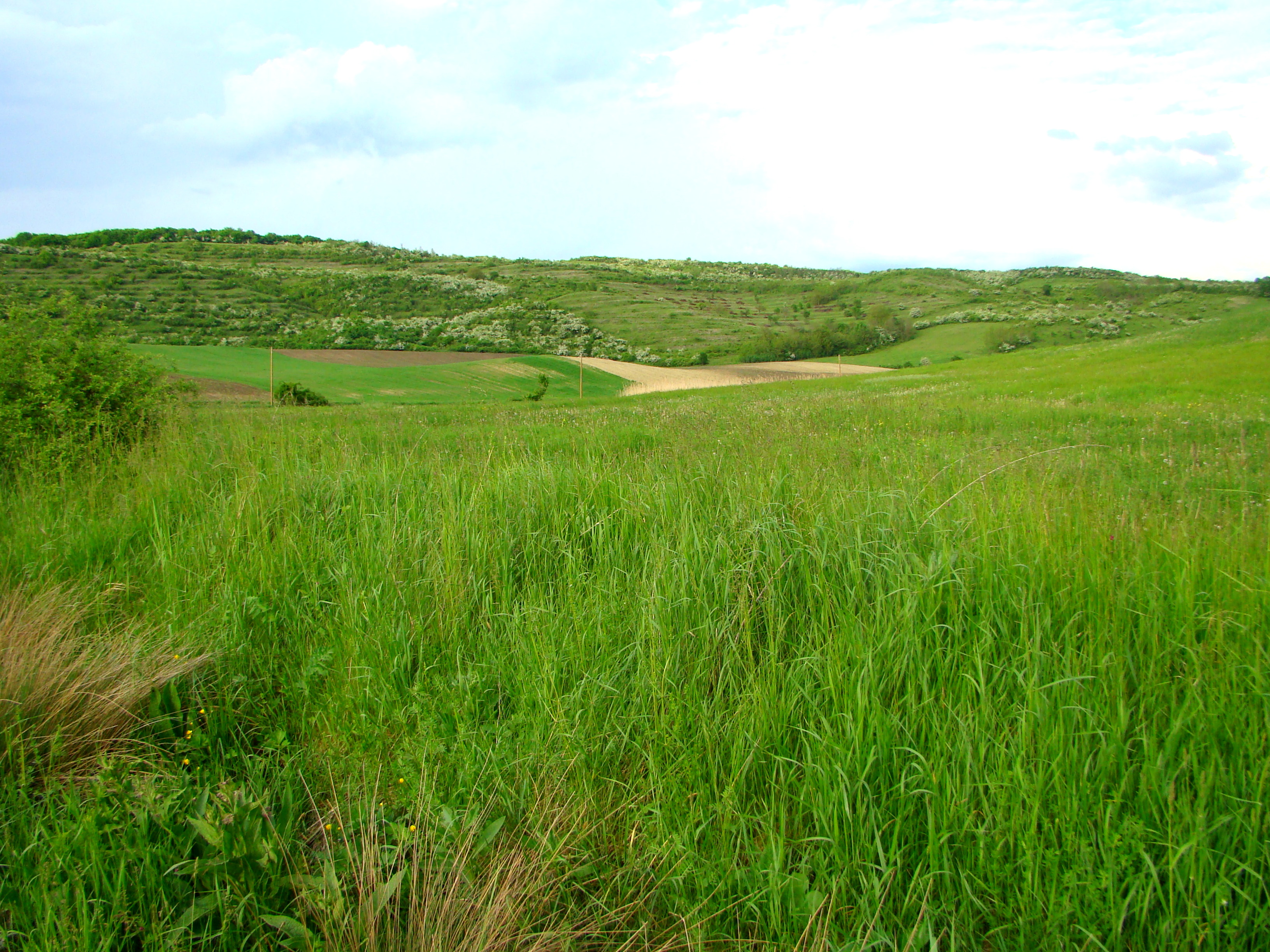
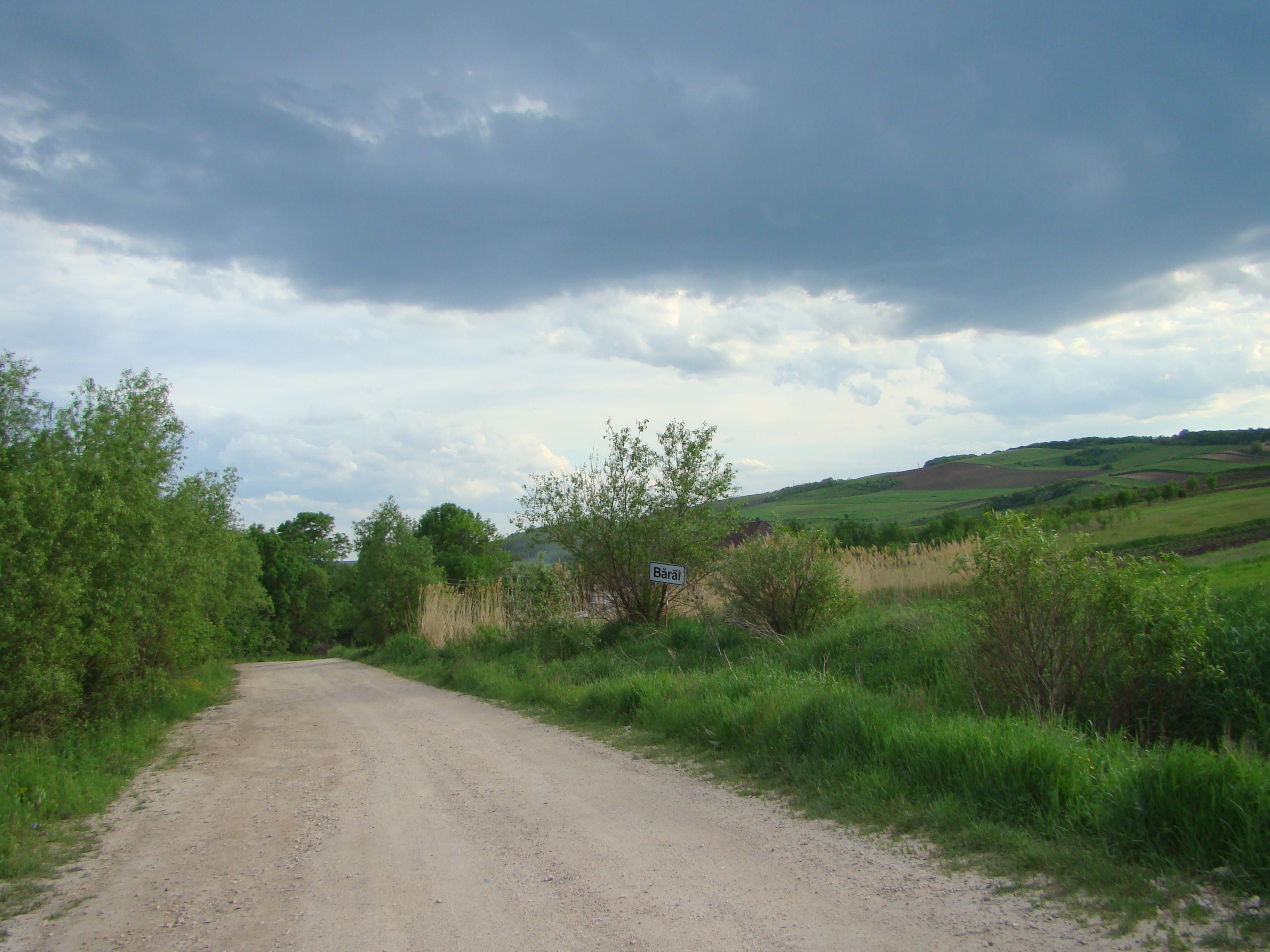
Intrarea în localitate
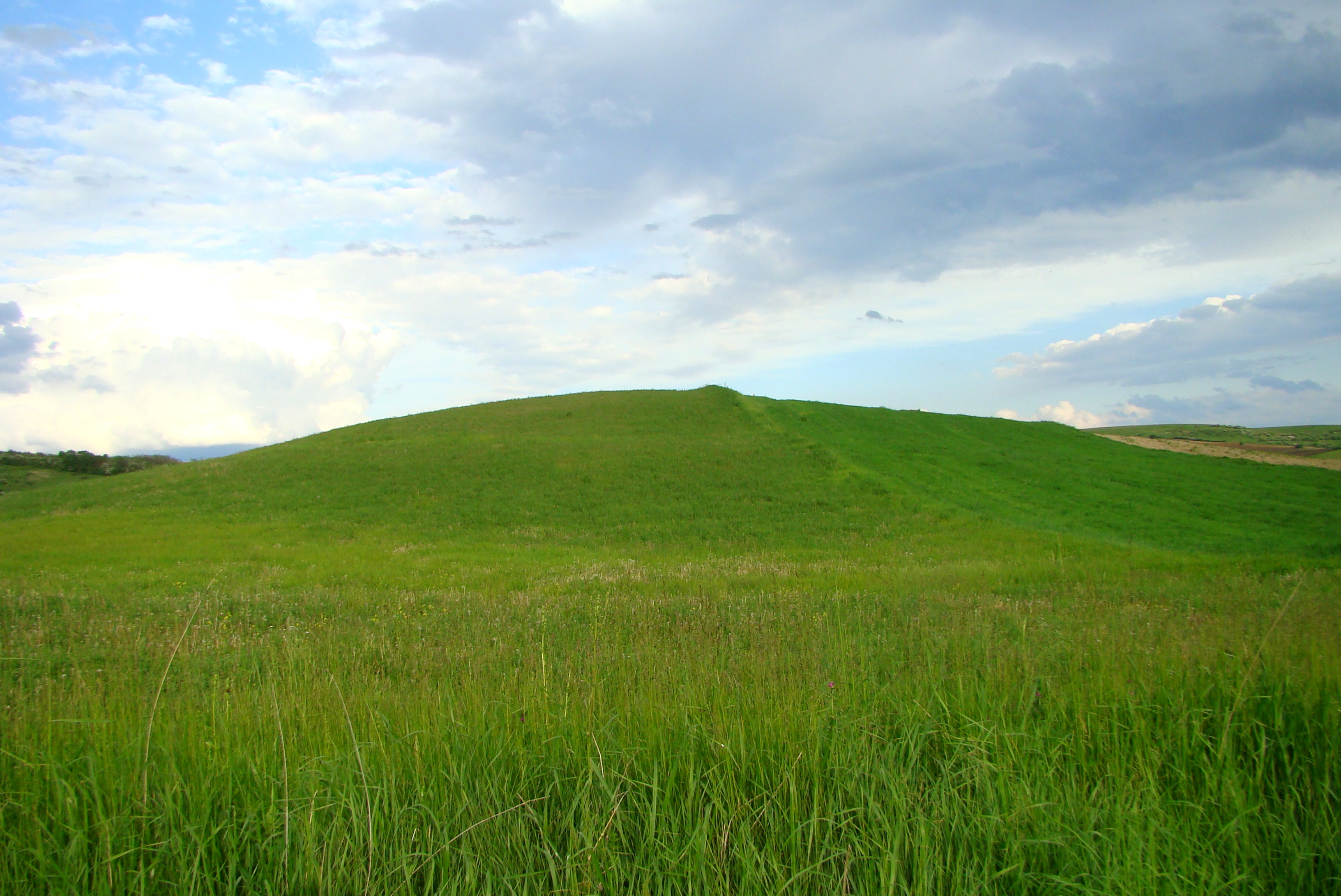
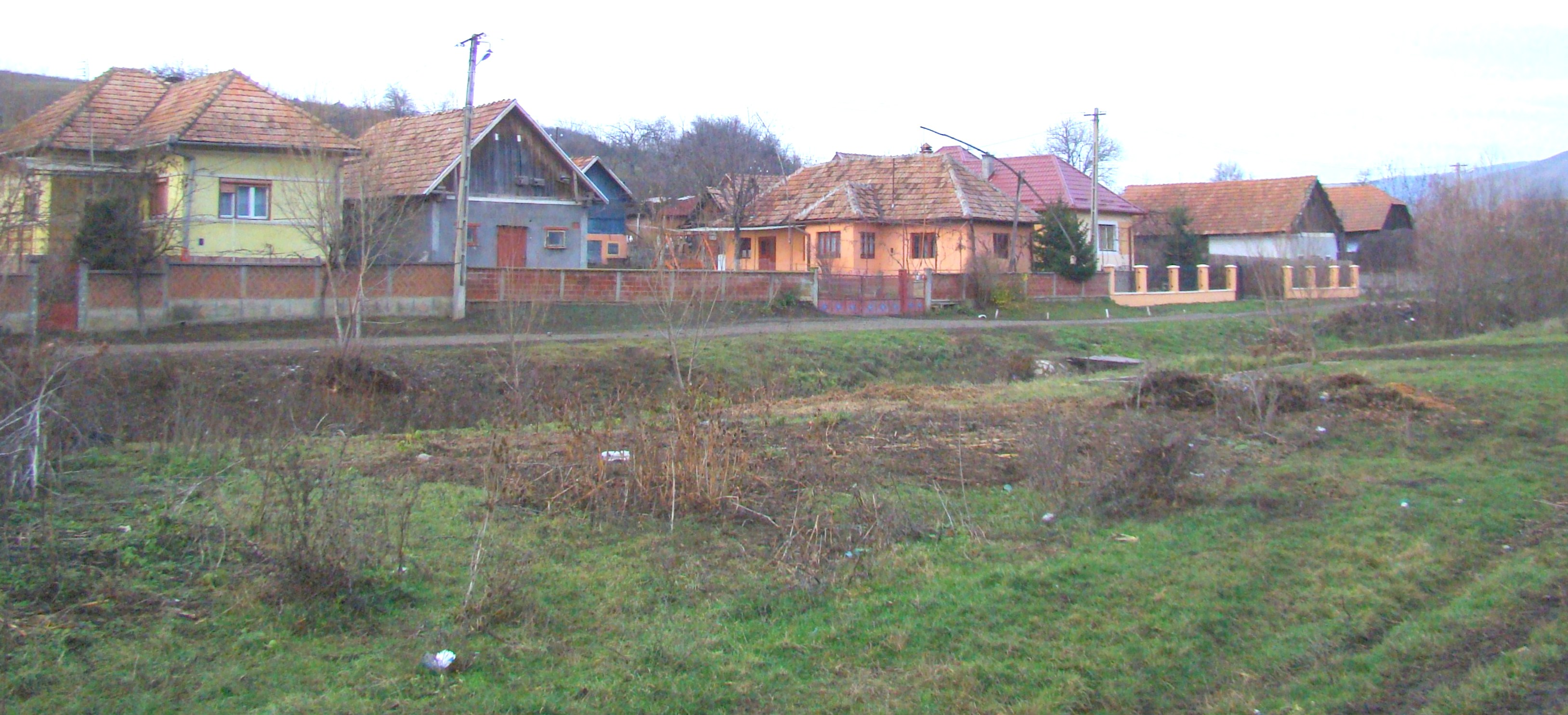
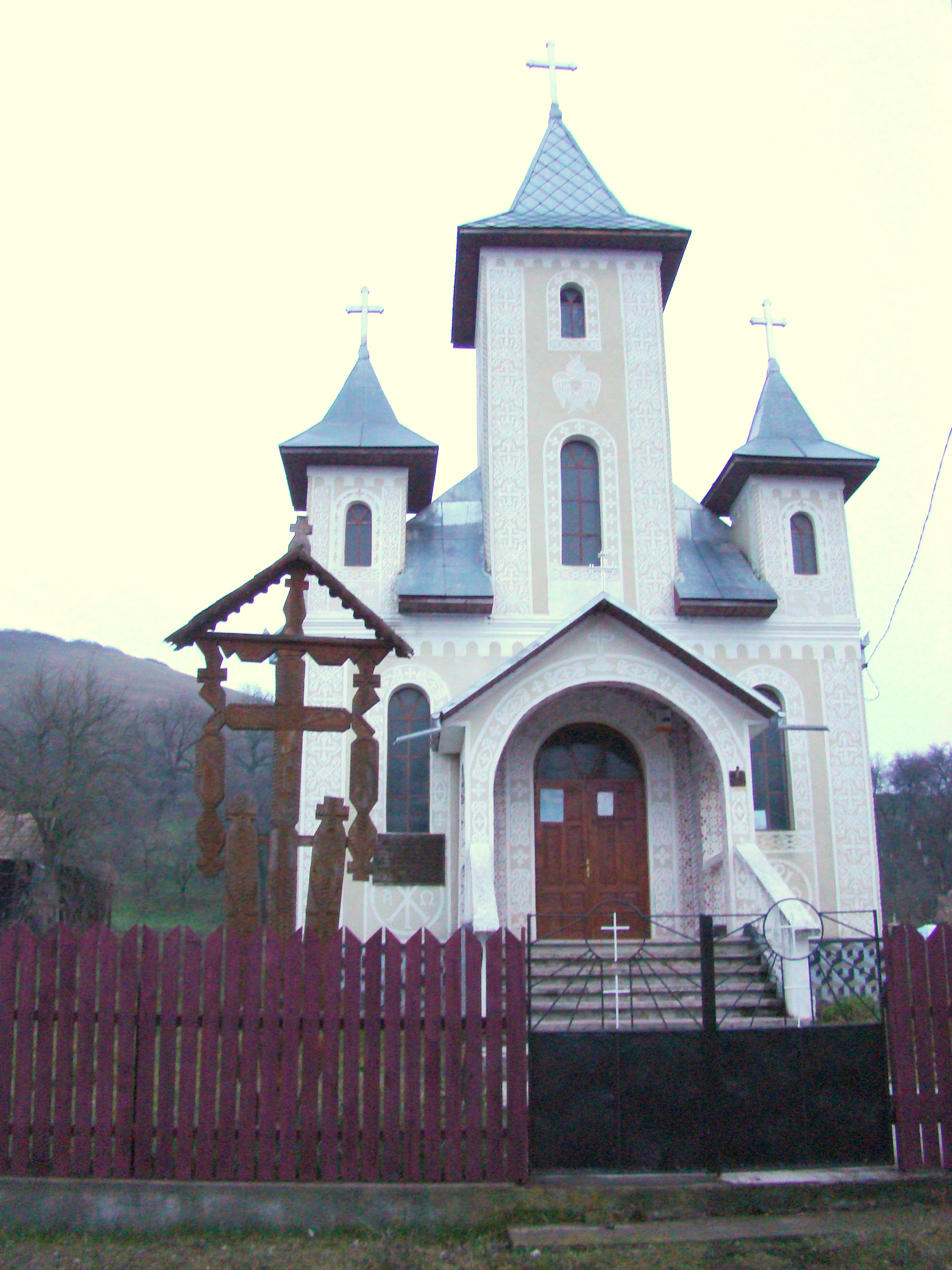
Biserica de zid „Sfinții Apostoli Petru și Pavel”
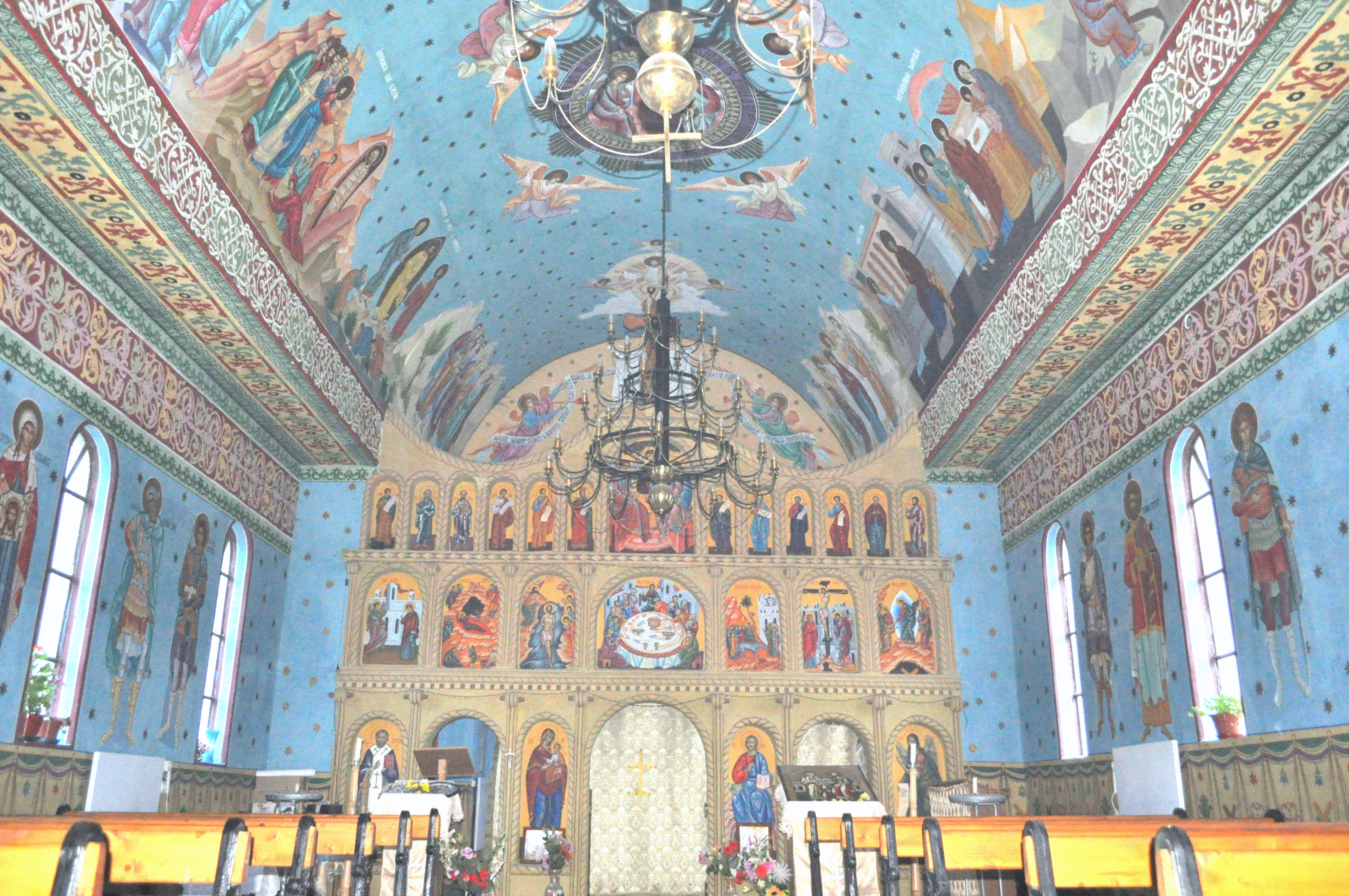
Biserica de zid „Sfinții Apostoli Petru și Pavel” (interior)
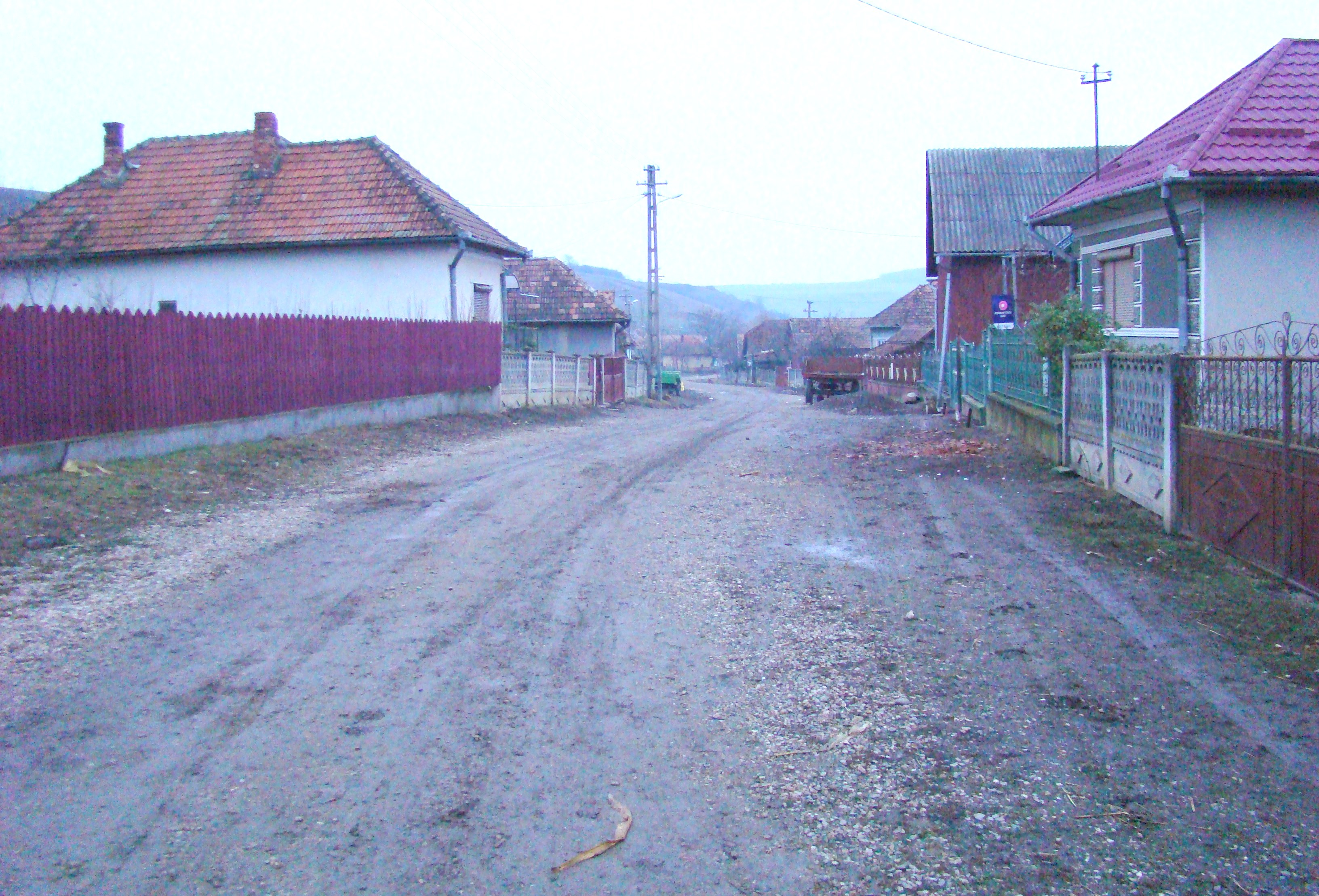
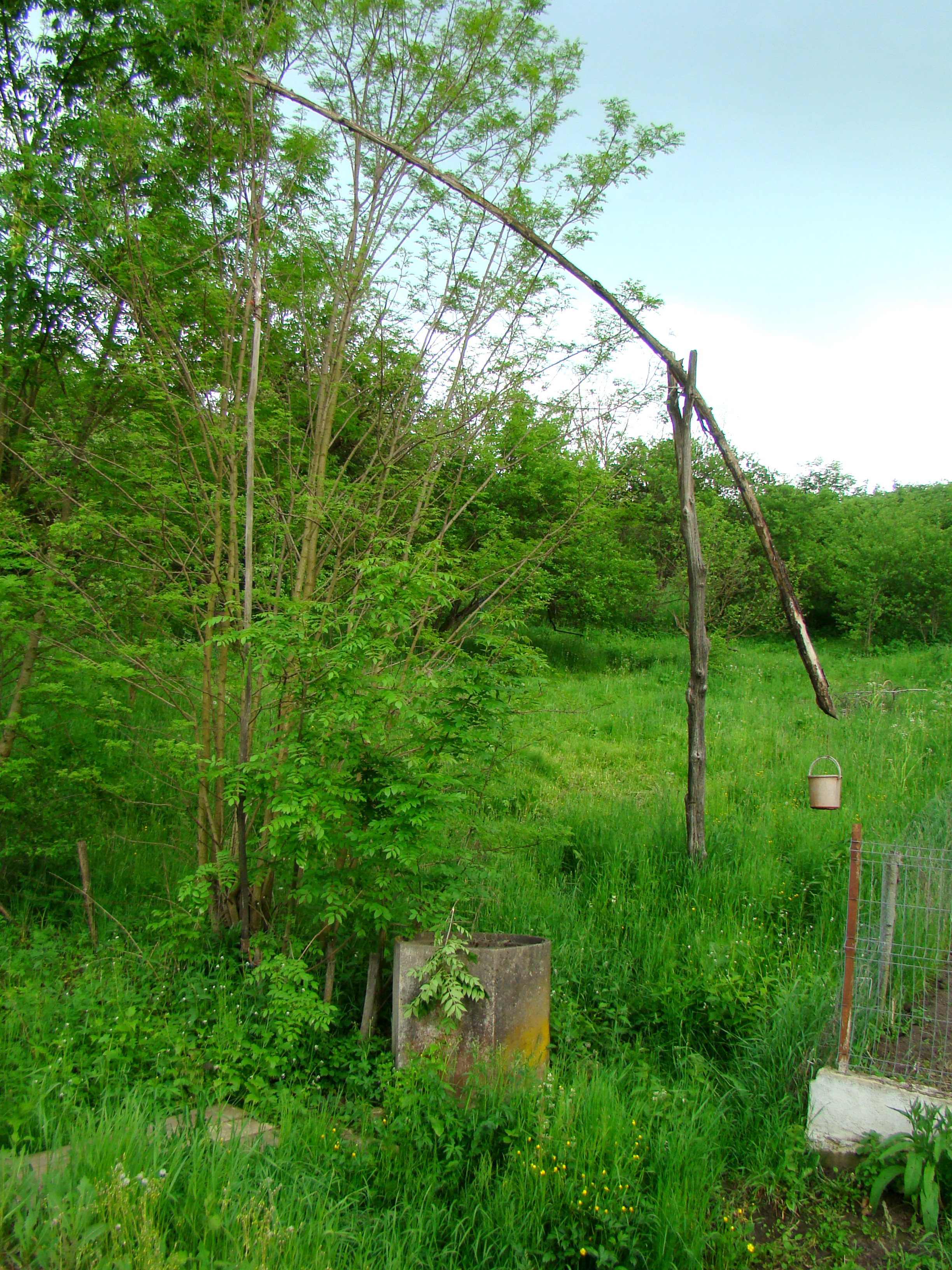
Fântână cu cumpănă
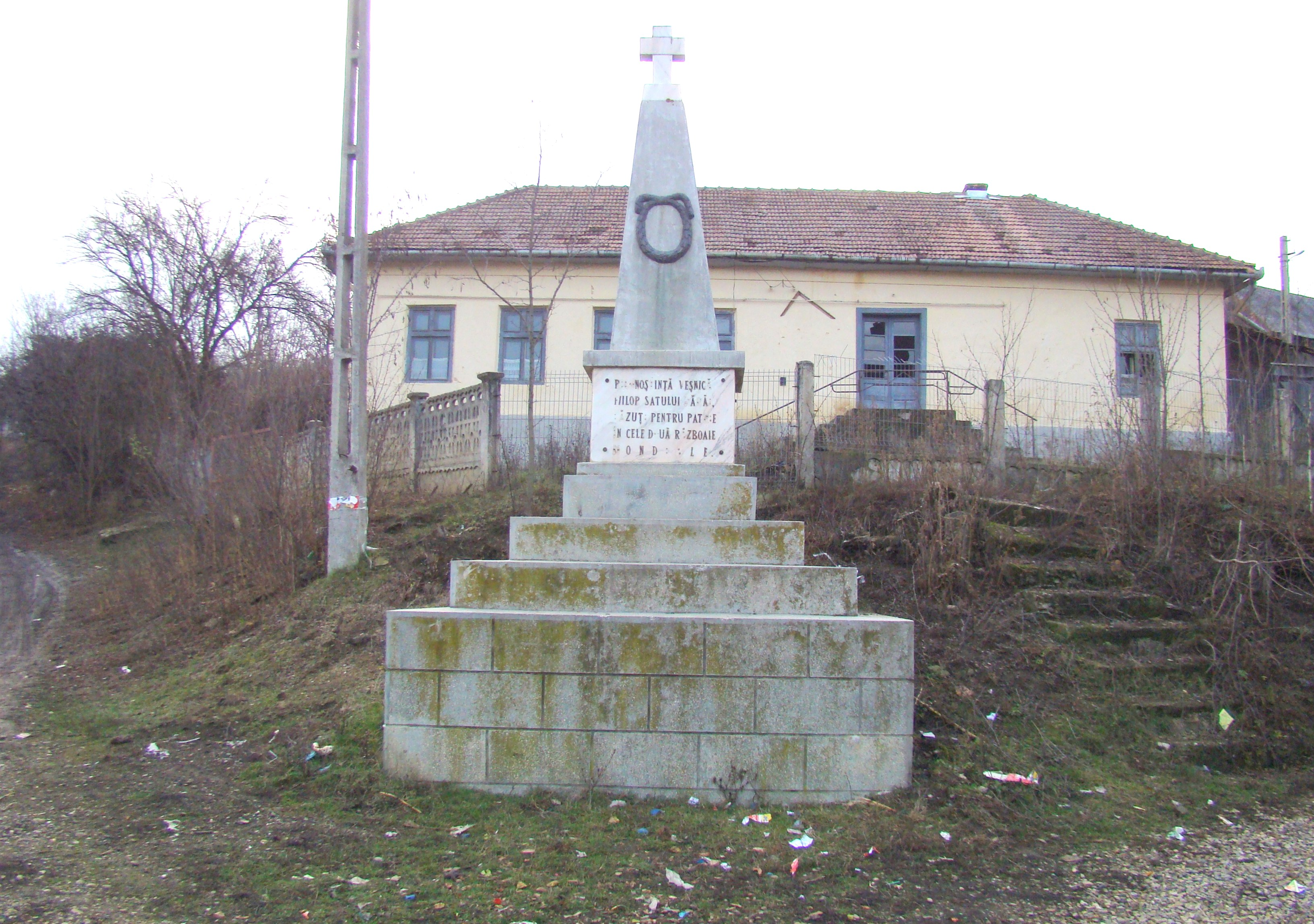
Monumentul eroilor
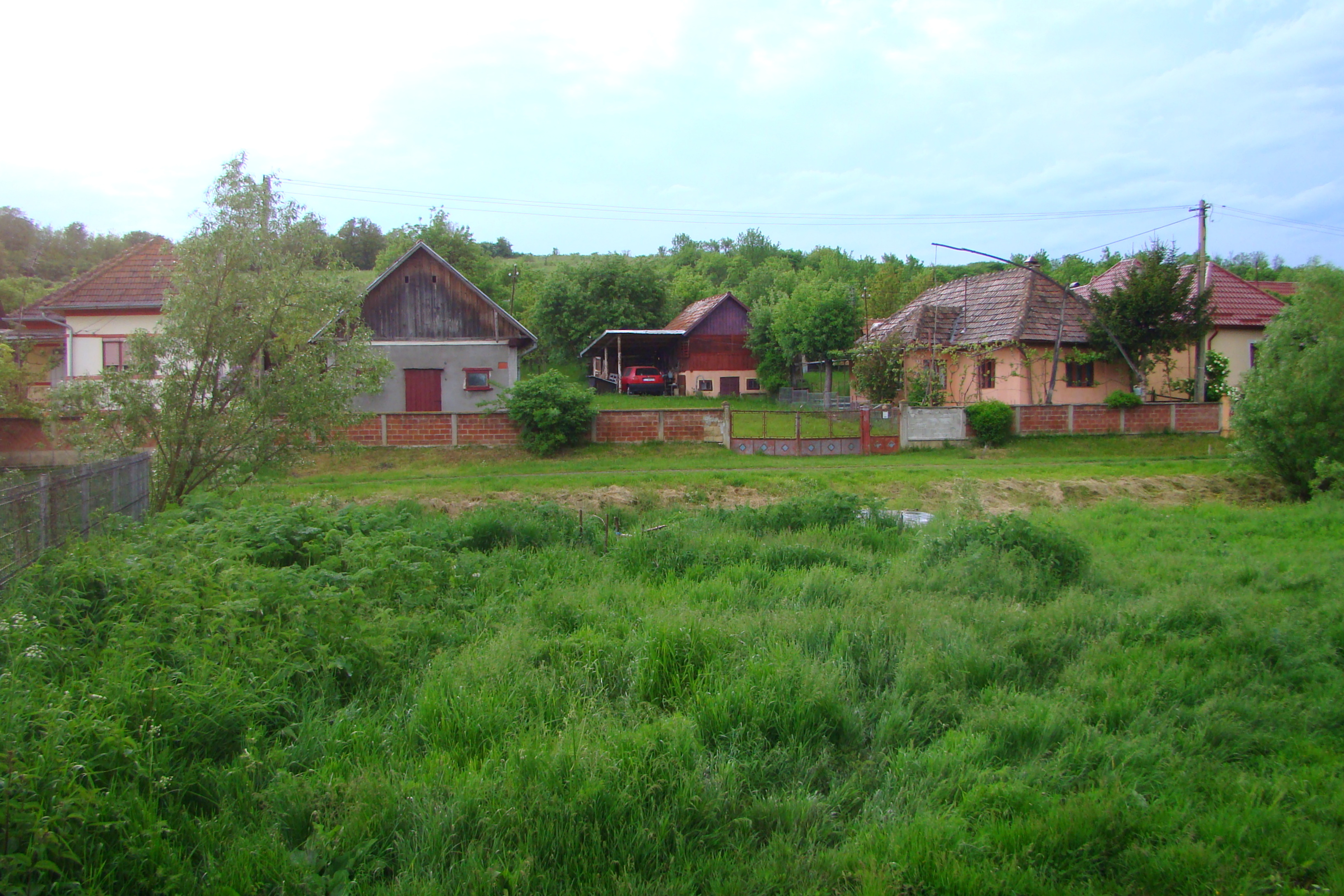
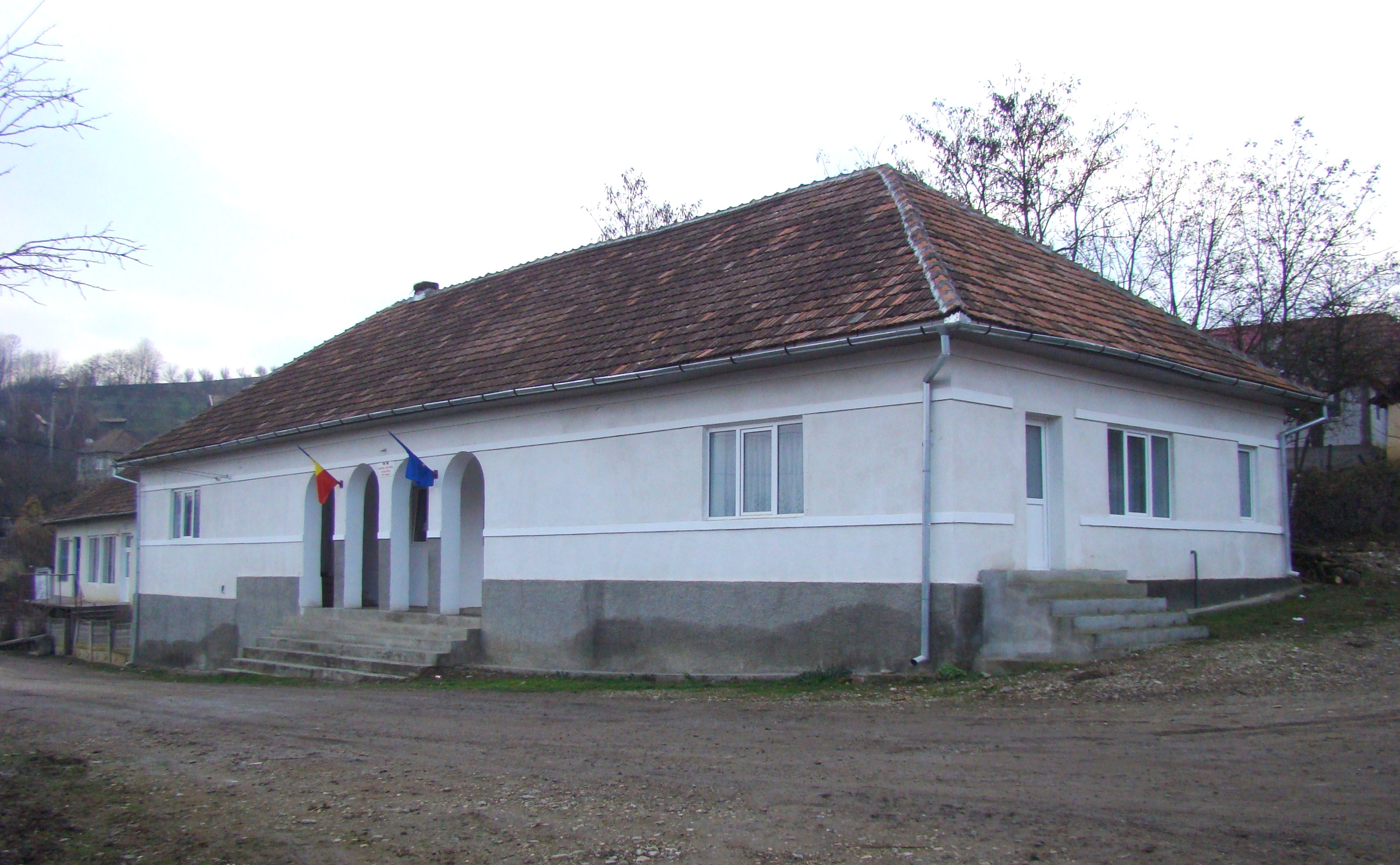
Căminul cultural
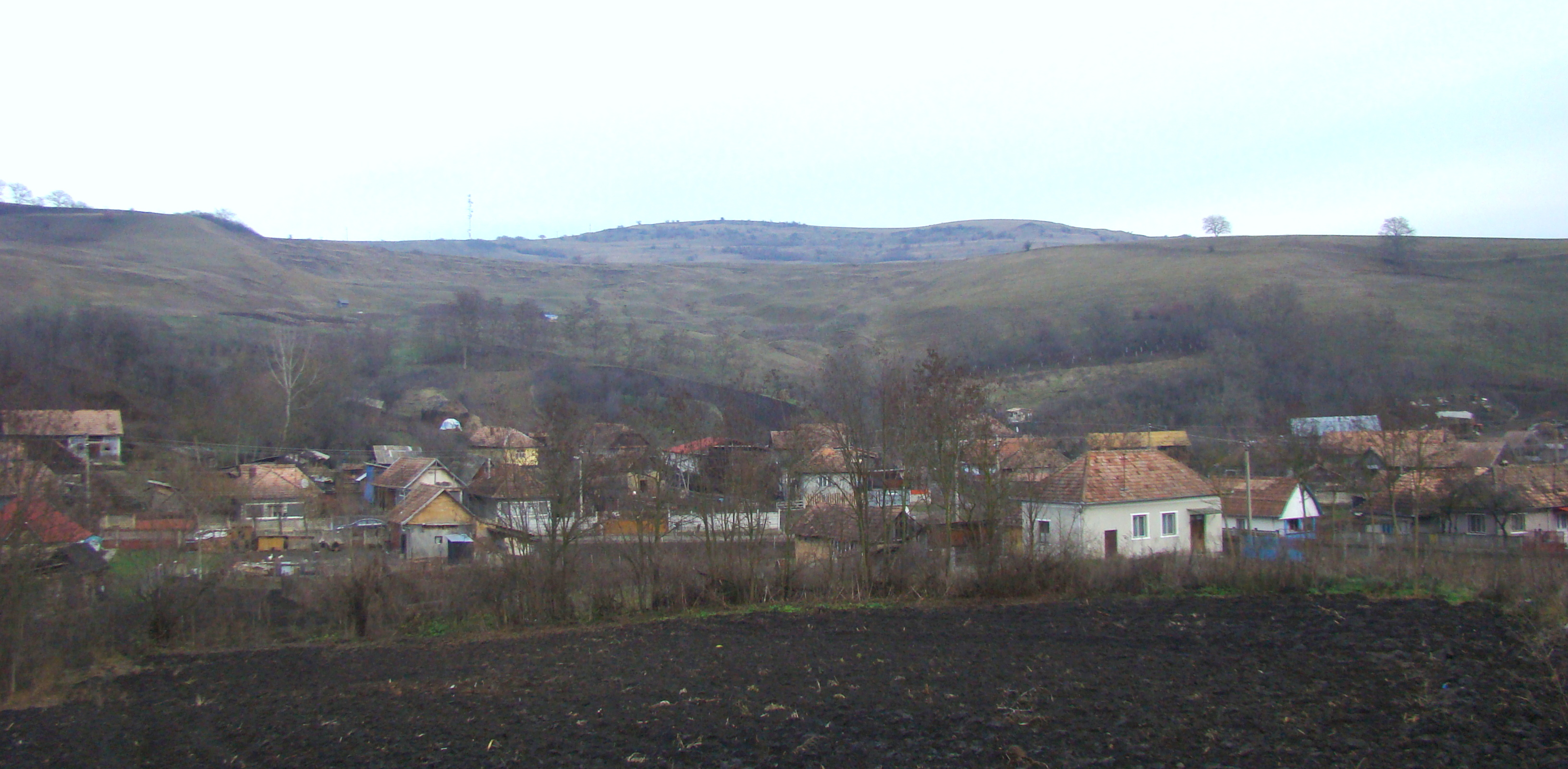
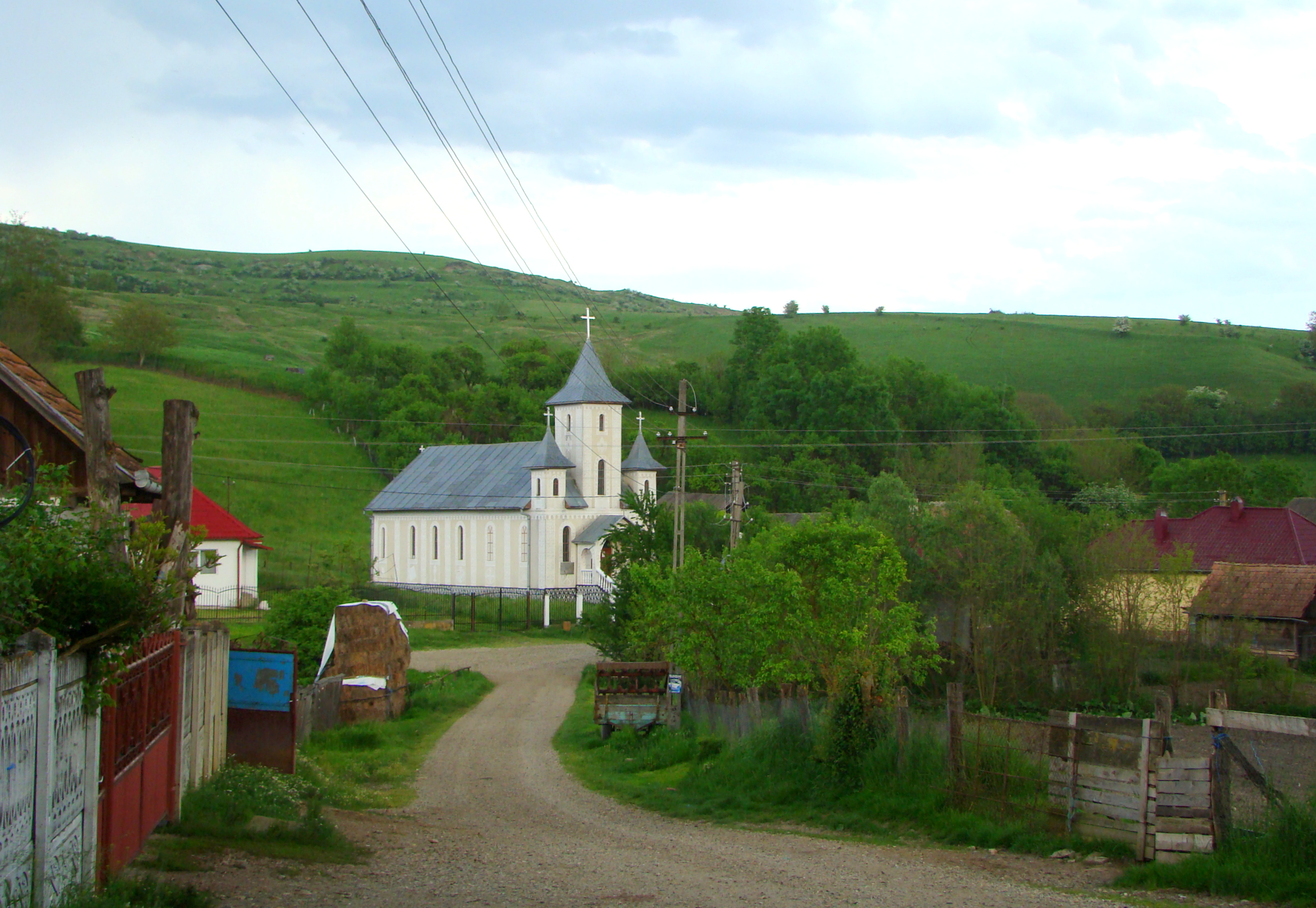

## Legături externe
Materiale media legate de Bărăi la Wikimedia Commons